# أيام (مسلسل)
أيام هو مسلسل تلفزيوني مصري تم عرضه في 23 نوفمبر عام 2021، من بطولة رياض الخولي، حمدي السيد، شيري عادل، حورية فرغلي، سلوى خطاب، أحمد صفوت، رشدي الشامي ومحمد عادل، من تأليف سماح الحريري ومن إخراج محمد أسامة.

## قصة المسلسل
تدور أحداث المسلسل في إطار درامي، حول قصة عبير التي تعيش في بيت عمها رياض أبو الدهب وفي رعايته بعد أن أصبحت يتيمة، لكن زوجة رياض تحاول جاهدة إبعاد عبير عن بيت عمها طمعا في الاستيلاء على ثروته.

## طاقم التمثيل
- رياض الخولي بدور رياض أبو الدهب
- شيري عادل بدور عبير
- حورية فرغلي بدور رباب
- سلوى خطاب بدور انشراح
- أحمد صفوت بدور سليمان
- رشدي الشامي بدور راضي أبو الدهب
- محمد عادل بدور كريم